# 森特鎮區 (明尼蘇達州克羅溫縣)
森特鎮區（英語：Center Township）是位於美國明尼蘇達州克羅溫縣的一個行政鎮區。

## 地方資料
森特鎮區的面積為56.20平方千米，當中陸地面積為46.19平方千米，而水域面積為10.01平方千米。根據2020年美國人口普查的數據，當地共有人口990人，而人口密度為每平方千米17.62人。